# Schömberg, Zollernalbkreis
Schömberg är en stad i Zollernalbkreis i delstaten Baden-Württemberg i Tyskland. Kommunen består av ortsdelarna (tyska Ortsteile) Schömberg och Schörzingen. Folkmängden uppgår till cirka 4 800 invånare, på en yta av 23,27 kvadratkilometer.
Staden ingår i kommunalförbundet Oberes Schlichemtal tillsammans med kommunerna Dautmergen, Dormettingen, Dotternhausen, Hausen am Tann, Ratshausen, Weilen unter den Rinnen och Zimmern unter der Burg.

## Befolkningsutveckling
| Befolkningsutvecklingen i Schömberg 1975–2015 | Befolkningsutvecklingen i Schömberg 1975–2015 | Befolkningsutvecklingen i Schömberg 1975–2015 | Befolkningsutvecklingen i Schömberg 1975–2015 | Befolkningsutvecklingen i Schömberg 1975–2015 |
| --------------------------------------------- | --------------------------------------------- | --------------------------------------------- | --------------------------------------------- | --------------------------------------------- |
|                                               |                                               |                                               |                                               |                                               |
| År                                            |                                               |                                               | Folkmängd                                     | Areal (ha)                                    |
| 1975                                          | 1975                                          |                                               | 3 275                                         | 2 327                                         |
| 1980                                          | 1980                                          |                                               | 3 406                                         |                                               |
| 1985                                          | 1985                                          |                                               | 3 480                                         |                                               |
| 1990                                          | 1990                                          |                                               | 3 981                                         |                                               |
| 1995                                          | 1995                                          |                                               | 4 367                                         |                                               |
| 2000                                          | 2000                                          |                                               | 4 523                                         |                                               |
| 2005                                          | 2005                                          |                                               | 4 687                                         |                                               |
| 2010                                          | 2010                                          |                                               | 4 642                                         |                                               |
| 2015                                          | 2015                                          |                                               | 4 647                                         |                                               |
|                                               |                                               |                                               |                                               |                                               |